# Христианство в Республике Гаити
Христианство в Республике Гаити — самая распространённая религия в стране.
По данным исследовательского центра Pew Research Center в 2010 году в Республике Гаити проживало 8,68 млн христиан, которые составляли 86,8 % населения этой страны. Энциклопедия «Религии мира» Дж. Г. Мелтона оценивает долю христиан в 2010 году в 95,2 % (9,57 млн).
Крупнейшим направлением христианства на Гаити является католицизм. В 2000 году на Гаити действовало 8,5 тыс. христианских церквей и мест богослужения, принадлежащих 269 различным христианским деноминациям.
Помимо гаитийцев, христианство исповедуют живущие на острове доминиканцы, американцы и французы.
Часть христиан Гаити объединены в Протестантскую федерацию Гаити, созданную в 1986 году. Консервативные евангельские христиане кооперируют в рамках Совета евангелических церквей Гаити. По состоянию на 2015 год лишь одна церковь Гаити (Баптистская конвенция Гаити) входит во Всемирный совет церквей.